# 1911 a jogalkotásban
1911-ben az alábbi jogszabályokat alkották meg:

## Magyarország

### Törvények
- 1911. évi I. törvénycikk A polgári perrendtartásról
- 1911. évi II. törvénycikk A Szerbiával 1910. évi julius hó 14-27-én kötött kereskedelmi szerződés beczikkelyezéséről
- 1911. évi III. törvénycikk Az alföldi első gazdasági vasut r.-t. vasutvonalaira kiadott engedélyokiratnak s függelékeinek egyesitése tárgyában
- 1911. évi IV. törvénycikk A hajdusámson-nyirbátori h. é. vasutvonal engedélyezése tárgyában
- 1911. évi V. törvénycikk A fehér vagy sárga foszforral való gyujtógyártás eltiltásáról
- 1911. évi VI. törvénycikk Az ásványolaj-félékről és a földgázakról
- 1911. évi VII. törvénycikk A káliumsókról
- 1911. évi VIII. törvénycikk Az ujonczlétszámnak az 1911. évre való megállapitása tárgyában
- 1911. évi IX. törvénycikk Az 1911. évre kiállitandó ujonczok megajánlásáról
- 1911. évi X. törvénycikk Az 1911. év első négy hónapjában viselendő közterhekről és fedezendő állami kiadásokról szóló 1910. évi XIX. törvénycikk hatályának az 1911. év junius hó végéig való kiterjesztéséről
- 1911. évi XI. törvénycikk A szabadalmazható találmányoknak, a mintáknak és a védjegyeknek kiállitásokon való időleges oltalmáról
- 1911. évi XII. törvénycikk A munkásbalesetbiztositási viszonosság iránt Olaszországgal 1909. évi szeptember hó 19-én Rómában kötött egyezmény beczikkelyezéséről
- 1911. évi XIII. törvénycikk Az 1911. év első négy hónapjában viselendő közterhekről és fedezendő állami kiadásokról szóló 1910. évi XIX. törvénycikk hatályának az 1911. évi julius hó végéig való kiterjesztéséről
- 1911. évi XIV. törvénycikk Az 1911. évi állami költségvetésről
- 1911. évi XV. törvénycikk  A Magyar Földhitelintézetek Országos Szövetségéről és az 1894. évi V. törvénycikk némely rendelkezéseinek módositásáról, illetve kiegészitéséről
- 1911. évi XVI. törvénycikk A Budapest székesfőváros által kétszázhetven millió korona erejéig felveendő kölcsönről
- 1911. évi XVII. törvénycikk A Pozsony sz. kir. város, Fiume város és kerülete és Zágráb város által felvett kölcsönökről
- 1911. évi XVIII. törvénycikk Az Osztrák-magyar bank szabadalmának és az érme- és pénzrendszerre vonatkozó szerződésnek meghosszabbitásáról, valamint az ezekkel kapcsolatos ügyek rendezéséről
- 1911. évi XIX. törvénycikk Az iparüzemekben alkalmazott nők éjjeli munkájának eltiltásáról
- 1911. évi XX. törvénycikk A hadrakelt seregek sebesültjei és betegei sorsának javitása végett a Genfben kötött egyezmények beczikkelyezéséről
- 1911. évi XXI. törvénycikk A házasság érvényességének előfeltételeire vonatkozó törvények összeütközéseinek kiegyenlitése végett az 1902. évi junius hó 12-én Hágában kötött nemzetközi egyezmény beczikkelyezése tárgyában
- 1911. évi XXII. törvénycikk A házasságok felbontására, valamint az ágytól és asztaltól való elválásra vonatkozó törvények és az ily tárgyu biráskodás terén támadható összeütközések kiegyenlitése végett az 1902. évi junius hó 12-én Hágában kötött nemzetközi egyezmény beczikkelyezése tárgyában
- 1911. évi XXIII. törvénycikk A kiskoruak gyámságának szabályozása végett az 1902. évi junius hó 12-én Hágában kötött nemzetközi egyezmény beczikkelyezése tárgyában
- 1911. évi XXIV. törvénycikk Az afrikai rabszolgakereskedés elnyomása érdekében tartott brüsseli nemzetközi értekezlet főokmányához tartozó és az 1892. évi IX. törvénycikkbe iktatott nyilatkozat 5. bekezdését módositó nyilatkozatnak beczikkelyezéséről
- 1911. évi XXV. törvénycikk  Az 1912. év első hónapjában viselendő közterhekről és fedezendő állami kiadásokról